# Дуб Гилках
Дуб Гилках (др.‑ирл. Dub Gilcach; первая половина VI века) — король Мунстера (возможно, с 525 года) из рода Кашелских Эоганахтов.

## Биография
Дуб Гилках был одним из двадцати четырёх сыновей Энгуса мак Над Фройха, скончавшегося в 490 или 492 году. Согласно написанному в VII веке Тиреханом житию святого Патрика, Дуб Гилках был крещён вместе с отцом и братьями лично этим «апостолом Ирландии».
На основании существующих исторических источников невозможно составить точно датированную цепь преемственности правителей Мунстера конца V — первой половины VI веков. Предполагается, что Дуб Гилках получил власть над Мунстером после смерти своего брата Эохайда мак Энгусы, который умер в 525 году. Однако в списке правителей этого королевства, приведённом в «Истории обнаружения Кашела», между Эохайдом и Дубом Гилкахом упоминается ещё один монарх — Федлимид мак  Энгуса, а в «Анналах Тигернаха» преемником Эохайда назван его сын Кримтанн Срем. Вероятно, Кримтанн взошёл на престол Мунстера только после смерти Дуба Гилкаха, дата которой неизвестна.